# کری‌دی انگلیش
کری‌دی انگلیش (به انگلیسی: CariDee English) (متولد ۲۳ سپتامبر ۱۹۸۴) مدل فشن و شخصیت تلویزیونی آمریکایی است که دورهٔ هفتم از مدل برتر بعدی امریکا را در دسامبر ۲۰۰۶ به دست آورده است. جایزه او یک قرارداد $ ۱۰۰٬۰۰۰ با آرایشی و بهداشتی CoverGirl، قرارداد مدل سازی با مدل‌های نخبگان، و شش صفحه سرمقالهٔ مد و لباس برای مجله هفده بود. او اولین شخص با بلوند طبیعی بود که ANTM را برد و برندهٔ ANTM دوم از داکوتای شمالی بود، اولین برنده نیکول لینکلتر از دورهٔ پنجم است. انگلیسی همچنین میزبان بزرگترین نمایش در حال اول شدن کانل تلویزیونی اکسیژن تا به امروز، یعنی ماهوارهٔ زیبا بوده است.